# Hyperchiria incisa
Hyperchiria incisa é uma mariposa da família Saturniidae, ocorrente no Brasil e em outros países da América do Sul.
No Brasil é identificada como uma das pragas desfolhantes da Clitoria fairchildiana, espécie leguminosa arbórea, bastante usada em arborização urbana.

## Ocorrência
A H. incisa ocorre em vários países da América do Sul, como Argentina, Brasil, Peru e Venezuela.

## Descrição
As fêmeas depositam seus ovos (brancos e de forma subcônica com lados planos) em filas duplas e paralelas, na parte inferior das folhas.
Nos primeiros ínstares as larvas têm cerca de 5mm e cor castanho-amarelado, ficando esverdeada em alguns dias; são gregárias em todas as fases de crescimento e ao final, formam casulo no solo em meio às folhas caídas. Neste estágio pode apresentar uma diapausa se o clima estiver frio, e a fase pupal que dura cerca de um mês pode vir a se dar em vários meses.
Suas lagartas trazem muitas cerdas parecidas com espinhos que formam proteção contra os inimigos naturais e que, ao contato com a pele, provoca uma dermatite cuja irritação persiste por alguns dias, o que desaconselha o uso das plantas hospedeiras nas áreas urbanas. Quando menores vivem em grupo, tornando-se solitárias quando maiores; além das cerdas irritantes apresentam um outro mecanismo de defesa, quando atacadas: incham o corpo e entre os segmentos cutâneos anteriores exibem listas de vermelho vivo e brilhante como aviso.

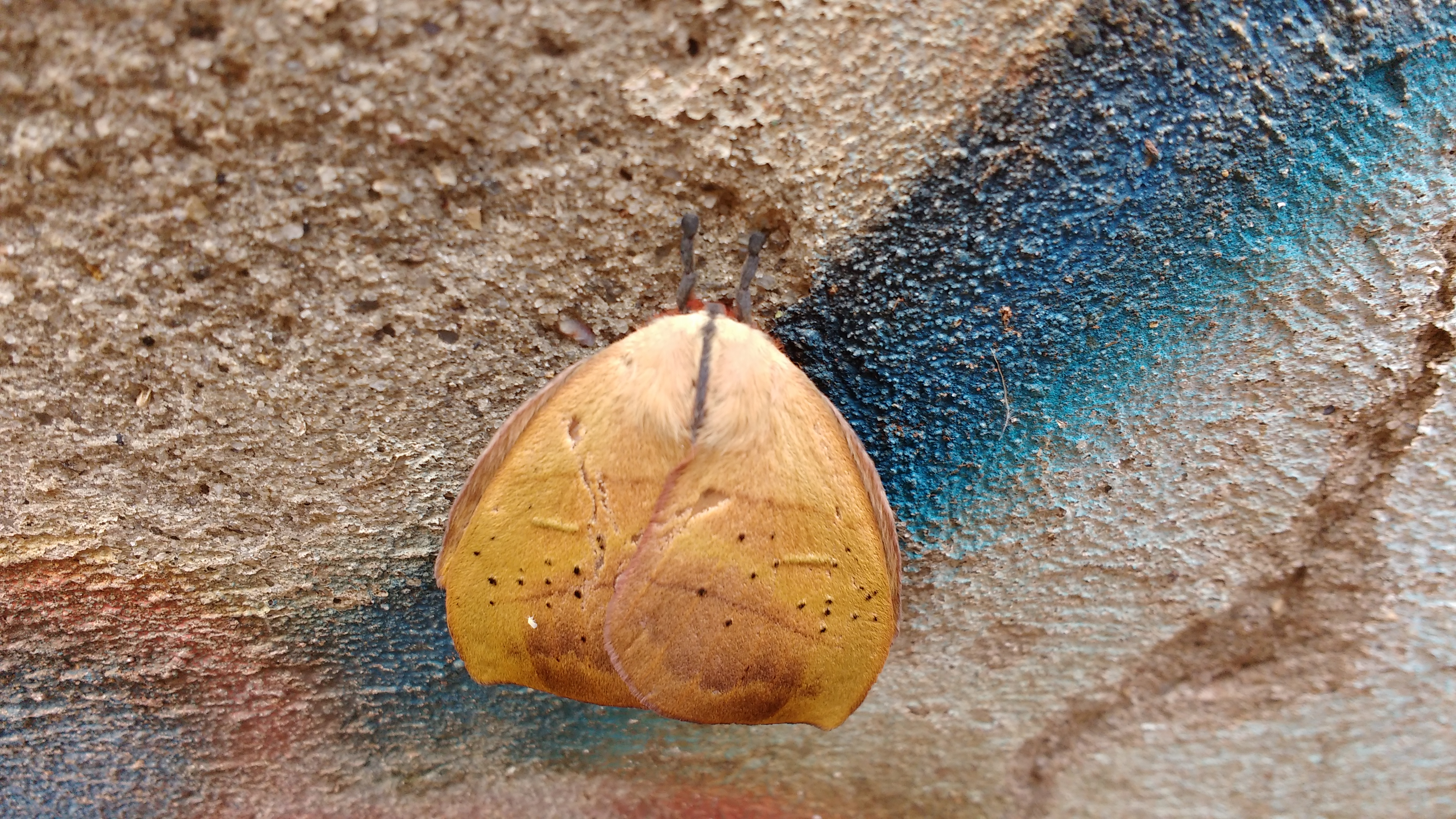
A incisa em repouso camufla-se em forma de folha.

As mariposas adultas são pequenas, uma das menores das Saturniidae; quando em repouso procuram simular uma folha seca como camuflagem e, se provocadas por algum predador, exibem um colorido par de "olhos" que visam assustar um eventual inimigo natural.
Os machos adultos são menores que as fêmeas; enquanto eles possuem uma vida relativamente curta (de 5 a 6 dias), elas têm uma duração maior (acima de dez dias).

## Impacto ambiental
O ataque é comum em plantas tropicais, como o cacau, a cana-de-açúcar e eucalipto; pode alcançar grande número nas infestações com dano significativo às árvores, além de significar um pequeno risco à saúde humana.